# Vlasta
Vlasta (ou Wlasta) fut, selon la légende, une amazone de Bohême.

## Histoire
Ancienne compagne de Libussa, elle voulut, après la mort de cette princesse, en 735, former, à l'aide de son bras droit Sárka et de ses subordonnées, un État où les femmes domineraient sur les hommes.
Elle en établit le siège sur le mont Vidovlé, d'où son armée s'élançait sur les plaines voisines pour les ravager. Elle fut ainsi pendant huit ans la terreur de la Bohême. Elle publia un code qui consacrait la dépendance et l'infériorité des hommes en tout point. Le fort de Vidovlé fut pris d'assaut par Přemysl, le roi de Bohême, et Vlasta périt les armes à la main.

## Source
Marie-Nicolas Bouillet  et Alexis Chassang (dir.), « Vlasta » dans Dictionnaire universel d’histoire et de géographie, 1878 (lire sur Wikisource)